# Birgit Erdmann
Birgit Erdmann (* 1969 in Frankfurt am Main) ist eine deutsche Übersetzerin.

## Leben
Birgit Erdmann absolvierte ein Studium der Kunstgeschichte und Niederlandistik an den Universitäten in Marburg, Amsterdam und Berlin, das sie 2000 mit dem Magistergrad abschloss. Anschließend war sie Mitarbeiterin der Kulturabteilung der Niederländischen Botschaft in Berlin. Seit 2010 ist sie tätig als freie Übersetzerin und Lektorin. 
Birgit Erdmann übersetzt Belletristik und Sachbücher aus dem Niederländischen ins Deutsche. Sie ist Mitglied im Verband deutschsprachiger Übersetzer literarischer und wissenschaftlicher Werke, VdÜ. 2013 erhielt sie ein Stipendium der Berliner Übersetzerwerkstatt am Literarischen Colloquium Berlin. 

## Werke
- Tradition und Erneuerung in der niederländischen Bauskulptur am Beispiel von Hildo Krop, Berlin 2000 (je ein Text- und Bildband)

## Übersetzungen
- Henk Boom: Der große Türke, Berlin 2012 (übersetzt zusammen mit Bärbel Jänicke)
- Leo Bormans: Ab heute bin ich Optimist!, Ostfildern 2014 (übersetzt zusammen mit Bärbel Jänicke)
- Herman Brusselmans: Das schöne kotzende Mädchen und andere Erzählungen, Berlin 1996 (übersetzt zusammen mit Carsten Brandes)
- Emma, Petersberg 2008 (übersetzt zusammen mit Dennis Bijl)
- Moses Flinker: Auch wenn ich hoffe, Berlin 2008
- Ingrid Godon: Ich wünschte, München 2012
- Mariken Jongman: Fünf Dinge, die ich über meinen Vater weiß, Hamburg 2014
- Pieter van Oudheusden: Auf ins Schlaraffenland, München 2013
- Jaap Robben: Die Sauerdropse, München 2013
- Roelof van Straten: Rembrandts Weg zur Kunst, Berlin 2006 (übersetzt zusammen mit Wera Homeyer)
- Terra Brasilis, Berlin 2013 (übersetzt zusammen mit Christian Welzbacher)
- Brigitte Van Aken: Alles Liebe, deine Lise, München 2014
- Paul Verhaeghe: Und ich? München 2013 (übersetzt zusammen mit Angela Wicharz-Lindner)